# 英沙古城
英沙古城（維吾爾語：‎，拉丁维文：Yangi-shahr），又称安乐城:22，是位于今新疆维吾尔自治区吐鲁番市高昌区葡萄镇苏公塔南侧的一座古城遗址，与苏公塔相隔数百米。

## 历史
麴氏高昌时，设立安乐县。唐代降安乐县为安乐乡，属交河县。据考证，此座古城遗址是安乐县县城，故又称安乐城:22。16世纪时，称吐鲁番城。东察合台汗国曾以此城为国都。17世纪废弃。
1965年1月10日，一位农民在英沙古城一座废弃的佛塔下层发现一个陶罐。陶罐内装有《三國志》残抄本二卷、《妙法莲华经》等佛经残卷、桦树皮汉字文书、梵文贝叶两片、回鹘文字木简25枚，以及其他文物。《三國志》残抄本二卷分别是《三国志·吴书·孙权传》和《三国志·魏书·臧洪传》。与传世宋刊本《三国志》核对，内容完全相同。是现存最早的《三國志》写本，作为国宝级文物收藏于新疆维吾尔自治区博物馆。
第四次全国文物普查的2024年，高昌区文化体育广播电视和旅游局文物普查员曾在此处开展高昌区文物普查试点工作。

## 城址
古城遗址与邻近的交河故城建筑形制十分相似:22。城墙为不规则形状，总体布局有显著的戍防特点。城址东西长约1000米，南北宽约800米。城西、西北、西南三面临土崖，高约10米。崖下建造夯土墙。南墙残高为2米至3米。仅存南门，位于城墙中段。南门有凸出护墙，城门隐于内。与北庭故城遗址的北门形制相同。
城内建筑多为掘于生土下的窑式居址。城内南侧散布有炉渣。遗址地面散落有不同时代的瓷片。元瓷有豆绿色龍泉青瓷。明瓷均为青花瓷。圈足标有“成化年造”、“嘉靖年造”的方印形年款。